# Chavanay
Chavanay é uma comuna francesa na região administrativa de Auvérnia-Ródano-Alpes, no departamento de Loire. Estende-se por uma área de 15,06 km². Em 2010 a comuna tinha 2 933 habitantes (densidade: 194,8 hab./km²).